# قلاب‌دهانان
قلاب‌دهانان(نام علمی: Merlucciidae) نام یک تیره از راسته روغن‌ماهی‌سانان است.